# ريتشارد إيفانز (مصمم جرافيك)
ريتشارد إيفانز (بالإنجليزية: Richard Evans)‏ هو مصمم جرافيك بريطاني، ولد في 1945 في ويلمسلو في المملكة المتحدة.

## وصلات خارجية
- الموقع الرسمي
- ريتشارد إيفانز على موقع ميوزك برينز (الإنجليزية)
- ريتشارد إيفانز على موقع ديسكوغز (الإنجليزية)